# Prosenik Začretski
 Prosenik Začretski  falu Horvátországban Krapina-Zagorje megyében. Közigazgatásilag Zabokhoz  tartozik.

## Fekvése
Zágrábtól 27 km-re északra, községközpontjától  4 km-re északnyugatra a Horvát Zagorje és a megye déli részén fekszik.

## Története
A településnek 1857-ben 125, 1910-ben 362 lakosa volt. Trianonig Varasd vármegye Klanjeci járásához tartozott.  2001-ben 191 lakosa volt.

## Külső hivatkozások
- Zabok hivatalos oldala
- A zaboki Szent Ilona plébánia honlapja